# Recensements linguistiques des communes du Pays d'Arlon
Le recensement de 1846 n'enquêta que sur la langue couramment employée. À partir de 1866, le recensement portait sur la connaissance des différentes langues nationales. À partir de 1910, on questionnait sur la connaissance, mais également sur la langue utilisée le plus fréquemment, sans pour autant spécifier dans quel contexte (vie privée, publique, professionnelle). Pour les communes du Pays d'Arlon, la mention « Allemand » est à comprendre comme luxembourgeois.
Abréviations : NL = néerlandais, FR = français, D = allemand (luxembourgeois)

## Total pour les communes de l'Arelerland
Langue exclusivement ou le plus fréquemment parlée.
| Année | NL Nombre | FR Nombre | D Nombre | NL Part | FR Part | D Part |
| ----- | --------- | --------- | -------- | ------- | ------- | ------ |
| 1910  | 253       | 9 997     | 30 124   | 0,6 %   | 24,8 %  | 74,6 % |
| 1920  | 217       | 16 623    | 22 936   | 0,5 %   | 41,8 %  | 57,7 % |
| 1930  | 155       | 21 928    | 18 646   | 0,4 %   | 53,8 %  | 45,8 % |
| 1947  | 116       | 36 467    | 2 411    | 0,3 %   | 93,5 %  | 6,2 %  |

| Langue exclusivement ou le plus fréquemment parlée (en %) | Légende                             |
| --------------------------------------------------------- | ----------------------------------- |
|                                                           | - Français - Allemand - Néerlandais |

### Arlon
Langues connues
| Année | uniq. NL Nombre | NL & FR Nombre | uniq. FR Nombre | FR & D Nombre | uniq. D Nombre | D & NL Nombre | NL & F & D Nombre | Aucune Nombre | uniq. NL Part | NL & FR Part | uniq. FR Part | FR & D Part | uniq. D Part | D & NL Part | NL& FR & D Part |
| ----- | --------------- | -------------- | --------------- | ------------- | -------------- | ------------- | ----------------- | ------------- | ------------- | ------------ | ------------- | ----------- | ------------ | ----------- | --------------- |
| 1846  | 297             |                | 891             |               | 4 217          |               |                   |               | 5,5 %         |              | 16,5 %        |             | 78,0 %       |             |                 |
| 1866  | 54              | 104            | 591             | 2 622         | 1 994          | 14            | 46                | 0             | 1,0 %         | 1,9 %        | 10,9 %        | 48,3 %      | 36,8 %       | 0,3 %       | 0,8 %           |
| 1880  | 31              | 148            | 1 047           | 2 899         | 2 593          | 0             | 42                | 0             | 0,5 %         | 2,2 %        | 15,5 %        | 42,9 %      | 38,4 %       | 0,0 %       | 0,6 %           |
| 1890  | 5               | 126            | 1 501           | 4 161         | 2 002          | 5             | 229               | 0             | 0,1 %         | 1,6 %        | 18,7 %        | 51,8 %      | 24,9 %       | 0,1 %       | 2,9 %           |
| 1900  | 99              | 242            | 1 919           | 6 055         | 1 059          | 2             | 179               | 489           | 1,0 %         | 2,5 %        | 20,1 %        | 63,4 %      | 11,1 %       | 0,0 %       | 1,9 %           |
| 1910  | 91              | 351            | 2 684           | 6 747         | 1 552          | 4             | 141               | 442           | 0,8 %         | 3,0 %        | 23,2 %        | 58,3 %      | 13,4 %       | 0,0 %       | 1,2 %           |
| 1920  | 51              | 285            | 4 522           | 5 159         | 572            | 0             | 209               | 404           | 0,5 %         | 2,6 %        | 41,9 %        | 47,8 %      | 5,3 %        | 0,0 %       | 1,9 %           |
| 1930  | 20              | 263            | 6 831           | 3 366         | 320            | 2             | 212               | 373           | 0,2 %         | 2,4 %        | 62,0 %        | 30,6 %      | 2,9 %        | 0,0 %       | 1,9 %           |
| 1947  | 5               | 387            | 8 710           | 1 268         | 31             | 1             | 395               | 383           | 0,0 %         | 3,6 %        | 80,7 %        | 11,7 %      | 0,3 %        | 0,0 %       | 3,7 %           |

Langue exclusivement ou le plus fréquemment parlée
| Année | NL Nombre | FR Nombre | D Nombre | NL Part | FR Part | D Part |
| ----- | --------- | --------- | -------- | ------- | ------- | ------ |
| 1910  | 165       | 3 568     | 7 837    | 1,4 %   | 30,8 %  | 67,7 % |
| 1920  | 130       | 7 502     | 3 166    | 1,2 %   | 69,5 %  | 29,3 % |
| 1930  | 84        | 9 398     | 1 532    | 0,8 %   | 85,3 %  | 13,9 % |
| 1947  | 55        | 10 629    | 80       | 0,5 %   | 98,7 %  | 0,7 %  |

### Total pour les communes de l'Arelerland exclusif Arlon
Comme l'évolution de la connaissance / l'utilisation des langues pour la ville d'Arlon diverge, dès le recensement de 1866, assez fortement de celle des autres communes de l'Arelerland, ci-dessous est donné le total pour la région à l'exclusion de la ville d'Arlon.
Langues connues
| Année | uniq. NL Nombre | NL & FR Nombre | uniq. FR Nombre | FR & D Nombre | uniq. D Nombre | D & NL Nombre | NL & F & D Nombre | Aucune Nombre | uniq. NL Part | NL & FR Part | uniq. FR Part | FR & D Part | uniq. D Part | D & NL Part | NL& FR & D Part |
| ----- | --------------- | -------------- | --------------- | ------------- | -------------- | ------------- | ----------------- | ------------- | ------------- | ------------ | ------------- | ----------- | ------------ | ----------- | --------------- |
| 1846  | 2               |                | 3 018           |               | 20 058         |               |                   |               | 0,0 %         |              | 13,1 %        |             | 86,9 %       |             |                 |
| 1866  | 14              | 23             | 2 630           | 3 720         | 17 471         | 9             | 22                | 1             | 0,1 %         | 0,1 %        | 11,0 %        | 15,6 %      | 73,1 %       | 0,0 %       | 0,1 %           |
| 1880  | 331             | 13             | 2 752           | 6 560         | 13 414         | 8             | 33                | 60            | 1,4 %         | 0,1 %        | 11,9 %        | 28,4 %      | 58,0 %       | 0,0 %       | 0,1 %           |
| 1890  | 2               | 53             | 3 326           | 9 362         | 12 816         | 9             | 98                | 2             | 0,0 %         | 0,2 %        | 13,0 %        | 36,5 %      | 49,9 %       | 0,0 %       | 0,4 %           |
| 1900  | 45              | 81             | 4 284           | 12 895        | 9 049          | 9             | 115               | 1 378         | 0,2 %         | 0,3 %        | 16,2 %        | 48,7 %      | 34,2 %       | 0,0 %       | 0,4 %           |
| 1910  | 31              | 64             | 5 361           | 13 923        | 9 340          | 3             | 97                | 1 723         | 0,1 %         | 0,2 %        | 18,6 %        | 48,3 %      | 32,4 %       | 0,0 %       | 0,3 %           |
| 1920  | 43              | 122            | 7 044           | 15 683        | 6 143          | 2             | 141               | 942           | 0,1 %         | 0,4 %        | 24,1 %        | 53,7 %      | 21,1 %       | 0,0 %       | 0,5 %           |
| 1930  | 25              | 169            | 9 083           | 15 090        | 5 242          | 5             | 114               | 1 390         | 0,1 %         | 0,6 %        | 30,6 %        | 50,8 %      | 17,6 %       | 0,0 %       | 0,4 %           |
| 1947  | 9               | 288            | 18 524          | 8 458         | 702            | 3             | 676               | 1 222         | 0,0 %         | 1,0 %        | 64,6 %        | 29,5 %      | 2,4 %        | 0,0 %       | 2,4 %           |

Langue exclusivement ou le plus fréquemment parlée
| Année | NL Nombre | FR Nombre | D Nombre | NL Part | FR Part | D Part |
| ----- | --------- | --------- | -------- | ------- | ------- | ------ |
| 1910  | 88        | 6 429     | 22 287   | 0,3 %   | 22,3 %  | 77,4 % |
| 1920  | 87        | 9 121     | 19 770   | 0,3 %   | 31,5 %  | 68,2 % |
| 1930  | 71        | 12 530    | 17 114   | 0,2 %   | 42,2 %  | 57,6 % |
| 1947  | 61        | 25 838    | 2 331    | 0,2 %   | 91,5 %  | 8,3 %  |

### Athus
Langues connues
| Année | uniq. NL Nombre | NL & FR Nombre | uniq. FR Nombre | FR & D Nombre | uniq. D Nombre | D & NL Nombre | NL & F & D Nombre | Aucune Nombre | uniq. NL Part | NL & FR Part | uniq. FR Part | FR & D Part | uniq. D Part | D & NL Part | NL& FR & D Part |
| ----- | --------------- | -------------- | --------------- | ------------- | -------------- | ------------- | ----------------- | ------------- | ------------- | ------------ | ------------- | ----------- | ------------ | ----------- | --------------- |
| 1846  |                 |                |                 |               |                |               |                   |               |               |              |               |             |              |             |                 |
| 1866  |                 |                |                 |               |                |               |                   |               |               |              |               |             |              |             |                 |
| 1880  | 314             | 0              | 388             | 365           | 0              | 0             | 4                 | 5             | 29,3 %        | 0            | 36,2 %        | 34,1 %      | 0,0 %        | 0,0 %       | 0,4 %           |
| 1890  | 0               | 10             | 420             | 814           | 363            | 0             | 4                 | 0             | 0,0 %         | 0,6 %        | 26,1 %        | 50,5 %      | 22,5 %       | 0,0 %       | 0,2 %           |
| 1900  | 3               | 15             | 732             | 1 440         | 265            | 1             | 6                 | 156           | 0,1 %         | 0,6 %        | 29,7 %        | 58,5 %      | 10,8 %       | 0,0 %       | 0,2 %           |
| 1910  | 15              | 22             | 1 031           | 1 382         | 665            | 0             | 6                 | 250           | 0,5 %         | 0,7 %        | 33,0 %        | 44,3 %      | 21,3 %       | 0,0 %       | 0,2 %           |
| 1920  | 31              | 49             | 2 042           | 1 501         | 231            | 0             | 25                | 167           | 0,8 %         | 1,3 %        | 52,6 %        | 38,7 %      | 6,0 %        | 0,0 %       | 0,6 %           |
| 1930  | 11              | 83             | 2 933           | 1 841         | 211            | 1             | 18                | 305           | 0,2 %         | 1,6 %        | 57,5 %        | 36,1 %      | 4,1 %        | 0,0 %       | 0,4 %           |
| 1947  | 3               | 109            | 4 178           | 907           | 27             | 0             | 129               | 197           | 0,1 %         | 2,0 %        | 78,0 %        | 16,9 %      | 0,5 %        | 0,0 %       | 2,4 %           |

Langue exclusivement ou le plus fréquemment parlée
| Année | NL Nombre | FR Nombre | D Nombre | NL Part | FR Part | D Part |
| ----- | --------- | --------- | -------- | ------- | ------- | ------ |
| 1910  | 41        | 1 543     | 1 537    | 1,3 %   | 49,4 %  | 49,2 % |
| 1920  | 55        | 2 670     | 1 154    | 1,4 %   | 68,8 %  | 29,7 % |
| 1930  | 32        | 3 821     | 1 245    | 0,6 %   | 75,0 %  | 24,4 % |
| 1947  | 12        | 5 219     | 81       | 0,2 %   | 98,2 %  | 1,5 %  |

Pour le recensement de 1880, les résultats des « uniq. NL » et « uniq. D » ont probablement été inversés.

### Attert
Langues connues
| Année | uniq. NL Nombre | NL & FR Nombre | uniq. FR Nombre | FR & D Nombre | uniq. D Nombre | D & NL Nombre | NL & F & D Nombre | Aucune Nombre | uniq. NL Part | NL & FR Part | uniq. FR Part | FR & D Part | uniq. D Part | D & NL Part | NL& FR & D Part |
| ----- | --------------- | -------------- | --------------- | ------------- | -------------- | ------------- | ----------------- | ------------- | ------------- | ------------ | ------------- | ----------- | ------------ | ----------- | --------------- |
| 1846  | 0               |                | 25              |               | 2 480          |               |                   |               | 0,0 %         |              | 1,0 %         |             | 99,0 %       |             |                 |
| 1866  | 14              | 1              | 53              | 74            | 2 020          | 0             | 1                 | 0             | 0,6 %         | 0,0 %        | 2,5 %         | 3,4 %       | 93,4 %       | 0,0 %       | 0,0 %           |
| 1880  | 0               | 0              | 42              | 766           | 1 149          | 0             | 4                 | 0             | 0,0 %         | 0,0 %        | 2,1 %         | 39,1 %      | 58,6 %       | 0,0 %       | 0,2 %           |
| 1890  | 0               | 2              | 55              | 712           | 1 060          | 1             | 21                | 0             | 0,0 %         | 0,1 %        | 3,0 %         | 38,5 %      | 57,3 %       | 0,1 %       | 1,1 %           |
| 1900  | 0               | 1              | 45              | 886           | 711            | 0             | 13                | 94            | 0,0 %         | 0,1 %        | 2,7 %         | 53,5 %      | 42,9 %       | 0,0 %       | 0,8 %           |
| 1910  | 0               | 9              | 122             | 881           | 687            | 0             | 0                 | 105           | 0,0 %         | 0,5 %        | 7,2 %         | 51,9 %      | 40,4 %       | 0,0 %       | 0,0 %           |
| 1920  | 1               | 1              | 108             | 1 042         | 452            | 1             | 8                 | 51            | 0,1 %         | 0,1 %        | 6,7 %         | 64,6 %      | 28,0 %       | 0,0 %       | 0,5 %           |
| 1930  | 0               | 2              | 116             | 699           | 109            | 0             | 5                 | 30            | 0,0 %         | 0,2 %        | 12,5 %        | 75,1 %      | 11,7 %       | 0,0 %       | 0,5 %           |
| 1947  | 0               | 2              | 227             | 436           | 39             | 0             | 23                | 19            | 0,0 %         | 0,3 %        | 31,2 %        | 60,0 %      | 5,4 %        | 0,0 %       | 3,2 %           |

Langue exclusivement ou le plus fréquemment parlée
| Année | NL Nombre | FR Nombre | D Nombre | NL Part | FR Part | D Part |
| ----- | --------- | --------- | -------- | ------- | ------- | ------ |
| 1910  | 0         | 177       | 1 522    | 0,0 %   | 10,4 %  | 89,6 % |
| 1920  | 1         | 156       | 1 456    | 0,1 %   | 9,7 %   | 90,3 % |
| 1930  | 0         | 135       | 795      | 0,0 %   | 14,5 %  | 85,4 % |
| 1947  | 0         | 504       | 211      | 0,0 %   | 70,5 %  | 29,5 % |

### Aubange
Langues connues
| Année | uniq. NL Nombre | NL & FR Nombre | uniq. FR Nombre | FR & D Nombre | uniq. D Nombre | D & NL Nombre | NL & F & D Nombre | Aucune Nombre | uniq. NL Part | NL & FR Part | uniq. FR Part | FR & D Part | uniq. D Part | D & NL Part | NL& FR & D Part |
| ----- | --------------- | -------------- | --------------- | ------------- | -------------- | ------------- | ----------------- | ------------- | ------------- | ------------ | ------------- | ----------- | ------------ | ----------- | --------------- |
| 1846  | 0               |                | 60              |               | 1 161          |               |                   |               | 0,0 %         |              | 4,9 %         |             | 95,1 %       |             |                 |
| 1866  | 0               | 6              | 103             | 294           | 780            | 0             | 0                 | 0             | 0,0 %         | 0,5 %        | 8,7 %         | 24,9 %      | 65,9 %       | 0,0 %       | 0,0 %           |
| 1880  | 3               | 0              | 91              | 266           | 263            | 4             | 0                 | 0             | 0,5 %         | 0,0 %        | 14,5 %        | 42,4 %      | 41,9 %       | 0,6 %       | 0,0 %           |
| 1890  | 0               | 2              | 107             | 480           | 114            | 0             | 2                 | 0             | 0,0 %         | 0,3 %        | 15,2 %        | 68,1 %      | 16,2 %       | 0,0 %       | 0,3 %           |
| 1900  | 26              | 11             | 415             | 498           | 101            | 0             | 4                 | 47            | 2,5 %         | 1,0 %        | 39,3 %        | 47,2 %      | 9,6 %        | 0,0 %       | 0,4 %           |
| 1910  | 4               | 12             | 703             | 467           | 152            | 0             | 1                 | 76            | 0,3 %         | 0,9 %        | 52,5 %        | 34,9 %      | 11,4 %       | 0,0 %       | 0,1 %           |
| 1920  | 5               | 19             | 1 112           | 514           | 24             | 0             | 0                 | 98            | 0,3 %         | 1,1 %        | 66,4 %        | 30,7 %      | 1,4 %        | 0,0 %       | 0,0 %           |
| 1930  | 0               | 21             | 1 671           | 619           | 26             | 0             | 6                 | 150           | 0,0 %         | 0,9 %        | 71,3 %        | 26,4 %      | 1,1 %        | 0,0 %       | 0,3 %           |
| 1947  | 0               | 30             | 2 014           | 219           | 1              | 1             | 20                | 78            | 0,0 %         | 1,3 %        | 88,1 %        | 9,6 %       | 0,0 %        | 0,0 %       | 0,9 %           |

Langue exclusivement ou le plus fréquemment parlée
| Année | NL Nombre | FR Nombre | D Nombre | NL Part | FR Part | D Part |
| ----- | --------- | --------- | -------- | ------- | ------- | ------ |
| 1910  | 14        | 766       | 559      | 1,0 %   | 57,2 %  | 41,7 % |
| 1920  | 16        | 1 541     | 117      | 1,0 %   | 92,1 %  | 7,0 %  |
| 1930  | 5         | 2 045     | 293      | 0,2 %   | 87,3 %  | 12,5 % |
| 1947  | 3         | 2 269     | 8        | 0,1 %   | 99,5 %  | 0,4 %  |

### Autelbas
Langues connues
| Année | uniq. NL Nombre | NL & FR Nombre | uniq. FR Nombre | FR & D Nombre | uniq. D Nombre | D & NL Nombre | NL & F & D Nombre | Aucune Nombre | uniq. NL Part | NL & FR Part | uniq. FR Part | FR & D Part | uniq. D Part | D & NL Part | NL& FR & D Part |
| ----- | --------------- | -------------- | --------------- | ------------- | -------------- | ------------- | ----------------- | ------------- | ------------- | ------------ | ------------- | ----------- | ------------ | ----------- | --------------- |
| 1846  | 0               |                | 71              |               | 1 426          |               |                   |               | 0,0 %         |              | 4,7 %         |             | 95,3 %       |             |                 |
| 1866  | 0               | 1              | 86              | 325           | 1 158          | 0             | 0                 | 0             | 0,0 %         | 0,1 %        | 5,5 %         | 20,7 %      | 73,8 %       | 0,0 %       | 0,0 %           |
| 1880  | 1               | 3              | 71              | 726           | 743            | 0             | 0                 | 11            | 0,1 %         | 0,2 %        | 4,6 %         | 47,0 %      | 48,1 %       | 0,0 %       | 0,0 %           |
| 1890  | 0               | 8              | 98              | 768           | 807            | 0             | 4                 | 0             | 0,0 %         | 0,5 %        | 5,8 %         | 45,6 %      | 47,9 %       | 0,0 %       | 0,2 %           |
| 1900  | 4               | 13             | 114             | 1 029         | 445            | 0             | 26                | 66            | 0,2 %         | 0,8 %        | 7,0 %         | 63,1 %      | 27,3 %       | 0,0 %       | 1,6 %           |
| 1910  | 1               | 0              | 137             | 1 177         | 413            | 0             | 18                | 73            | 0,1 %         | 0,0 %        | 7,8 %         | 67,4 %      | 23,7 %       | 0,0 %       | 1,0 %           |
| 1920  | 1               | 9              | 149             | 1 258         | 210            | 1             | 34                | 58            | 0,1 %         | 0,5 %        | 9,0 %         | 75,7 %      | 12,6 %       | 0,0 %       | 2,0 %           |
| 1930  | 0               | 8              | 160             | 1 259         | 205            | 0             | 11                | 56            | 0,0 %         | 0,5 %        | 9,7 %         | 76,6 %      | 12,5 %       | 0,0 %       | 0,7 %           |
| 1947  | 1               | 15             | 845             | 507           | 94             | 0             | 48                | 57            | 0,1 %         | 1,0 %        | 56,0 %        | 33,6 %      | 6,2 %        | 0,0 %       | 3,2 %           |

Langue exclusivement ou le plus fréquemment parlée
| Année | NL Nombre | FR Nombre | D Nombre | NL Part | FR Part | D Part |
| ----- | --------- | --------- | -------- | ------- | ------- | ------ |
| 1910  | 4         | 234       | 1 508    | 0,2 %   | 13,4 %  | 86,4 % |
| 1920  | 6         | 201       | 1 455    | 0,4 %   | 12,1 %  | 87,5 % |
| 1930  | 2         | 230       | 1 411    | 0,1 %   | 14,0 %  | 85,9 % |
| 1947  | 7         | 1 302     | 157      | 0,5 %   | 88,8 %  | 10,7 % |

### Bonnert
Langues connues
| Année | uniq. NL Nombre | NL & FR Nombre | uniq. FR Nombre | FR & D Nombre | uniq. D Nombre | D & NL Nombre | NL & F & D Nombre | Aucune Nombre | uniq. NL Part | NL & FR Part | uniq. FR Part | FR & D Part | uniq. D Part | D & NL Part | NL& FR & D Part |
| ----- | --------------- | -------------- | --------------- | ------------- | -------------- | ------------- | ----------------- | ------------- | ------------- | ------------ | ------------- | ----------- | ------------ | ----------- | --------------- |
| 1846  | 0               |                | 21              |               | 1 073          |               |                   |               | 0,0 %         |              | 1,9 %         |             | 98,1 %       |             |                 |
| 1866  | 0               | 0              | 57              | 153           | 1 050          | 0             | 1                 | 0             | 0,0 %         | 0,0 %        | 4,5 %         | 12,1 %      | 83,3 %       | 0,0 %       | 0,1 %           |
| 1880  | 0               | 1              | 26              | 403           | 696            | 2             | 12                | 1             | 0,0 %         | 0,1 %        | 2,3 %         | 35,4 %      | 61,1 %       | 0,2 %       | 1,1 %           |
| 1890  | 0               | 6              | 92              | 679           | 582            | 0             | 23                | 0             | 0,0 %         | 0,4 %        | 6,7 %         | 49,1 %      | 42,1 %       | 0,0 %       | 1,7 %           |
| 1900  | 1               | 1              | 115             | 758           | 559            | 0             | 19                | 76            | 0,1 %         | 0,1 %        | 7,9 %         | 52,2 %      | 38,5 %       | 0,0 %       | 1,3 %           |
| 1910  | 0               | 0              | 95              | 1 209         | 255            | 0             | 0                 | 73            | 0,0 %         | 0,0 %        | 6,1 %         | 77,5 %      | 16,4 %       | 0,0 %       | 0,0 %           |
| 1920  | 1               | 17             | 144             | 905           | 425            | 0             | 29                | 51            | 0,1 %         | 1,1 %        | 9,5 %         | 59,5 %      | 27,9 %       | 0,0 %       | 1,9 %           |
| 1930  | 1               | 16             | 156             | 962           | 331            | 0             | 20                | 64            | 0,1 %         | 1,1 %        | 10,5 %        | 64,7 %      | 22,3 %       | 0,0 %       | 1,3 %           |
| 1947  | 0               | 32             | 1 076           | 383           | 23             | 0             | 63                | 53            | 0,0 %         | 2,0 %        | 68,2 %        | 24,3 %      | 1,5 %        | 0,0 %       | 4,0 %           |

Langue exclusivement ou le plus fréquemment parlée
| Année | NL Nombre | FR Nombre | D Nombre | NL Part | FR Part | D Part |
| ----- | --------- | --------- | -------- | ------- | ------- | ------ |
| 1910  | 0         | 95        | 1 464    | 0,0 %   | 6,1 %   | 93,9 % |
| 1920  | 2         | 218       | 1 301    | 0,1 %   | 14,3 %  | 85,5 % |
| 1930  | 9         | 237       | 1 240    | 0,6 %   | 15,9 %  | 83,4 % |
| 1947  | 1         | 1 479     | 77       | 0,1 %   | 95,0 %  | 4,9 %  |

### Fauvillers
Uniquement les villages de Bodange et Wisembach font partie de l'Arelerland. Les résultats concernent toute la commune de Fauvillers avant la fusion de 1977.
Langues connues
| Année | uniq. NL Nombre | NL & FR Nombre | uniq. FR Nombre | FR & D Nombre | uniq. D Nombre | D & NL Nombre | NL & F & D Nombre | Aucune Nombre | uniq. NL Part | NL & FR Part | uniq. FR Part | FR & D Part | uniq. D Part | D & NL Part | NL& FR & D Part |
| ----- | --------------- | -------------- | --------------- | ------------- | -------------- | ------------- | ----------------- | ------------- | ------------- | ------------ | ------------- | ----------- | ------------ | ----------- | --------------- |
| 1846  | 0               |                | 617             |               | 459            |               |                   |               | 0,0 %         |              | 57,3 %        |             | 42,7 %       |             |                 |
| 1866  | 0               | 2              | 583             | 364           | 309            | 0             | 0                 | 1             | 0,0 %         | 0,2 %        | 46,3 %        | 28,9 %      | 24,6 %       | 0,0 %       | 0,0 %           |
| 1880  | 0               | 0              | 514             | 354           | 229            | 0             | 1                 | 0             | 0,0 %         | 0,0 %        | 46,8 %        | 32,2 %      | 20,9 %       | 0,0 %       | 0,1 %           |
| 1890  | 0               | 0              | 607             | 387           | 136            | 0             | 2                 | 2             | 0,0 %         | 0,0 %        | 53,6 %        | 34,2 %      | 12,0 %       | 0,0 %       | 0,2 %           |
| 1900  | 0               | 0              | 618             | 184           | 271            | 0             | 1                 | 54            | 0,0 %         | 0,0 %        | 57,5 %        | 17,1 %      | 25,2 %       | 0,0 %       | 0,1 %           |
| 1910  | 9               | 0              | 659             | 458           | 28             | 0             | 0                 | 69            | 0,8 %         | 0,0 %        | 57,1 %        | 39,7 %      | 2,4 %        | 0,0 %       | 0,0 %           |
| 1920  | 0               | 1              | 689             | 384           | 37             | 0             | 0                 | 42            | 0,0 %         | 0,1 %        | 62,0 %        | 34,6 %      | 3,3 %        | 0,0 %       | 0,0 %           |
| 1930  | 0               | 2              | 606             | 318           | 20             | 0             | 1                 | 33            | 0,0 %         | 0,2 %        | 64,0 %        | 33,6 %      | 2,1 %        | 0,0 %       | 0,1 %           |
| 1947  | 0               | 8              | 674             | 148           | 10             | 0             | 8                 | 25            | 0,0 %         | 0,9 %        | 79,5 %        | 17,5 %      | 1,2 %        | 0,0 %       | 0,9 %           |

Langue exclusivement ou le plus fréquemment parlée
| Année | NL Nombre | FR Nombre | D Nombre | NL Part | FR Part | D Part |
| ----- | --------- | --------- | -------- | ------- | ------- | ------ |
| 1910  | 9         | 695       | 450      | 0,8 %   | 60,2 %  | 39,0 % |
| 1920  | 0         | 767       | 344      | 0,0 %   | 69,0 %  | 31,0 % |
| 1930  | 0         | 716       | 231      | 0,0 %   | 75,6 %  | 24,4 % |
| 1947  | 0         | 807       | 35       | 0,0 %   | 95,8 %  | 4,2 %  |

### Guirsch
Langues connues
| Année | uniq. NL Nombre | NL & FR Nombre | uniq. FR Nombre | FR & D Nombre | uniq. D Nombre | D & NL Nombre | NL & F & D Nombre | Aucune Nombre | uniq. NL Part | NL & FR Part | uniq. FR Part | FR & D Part | uniq. D Part | D & NL Part | NL& FR & D Part |
| ----- | --------------- | -------------- | --------------- | ------------- | -------------- | ------------- | ----------------- | ------------- | ------------- | ------------ | ------------- | ----------- | ------------ | ----------- | --------------- |
| 1846  | 0               |                | 27              |               | 279            |               |                   |               | 0,0 %         |              | 8,8 %         |             | 91,2 %       |             |                 |
| 1866  | 0               | 0              | 0               | 18            | 260            | 0             | 4                 | 0             | 0,0 %         | 0,0 %        | 0,0 %         | 6,4 %       | 92,2 %       | 0,0 %       | 1,4 %           |
| 1880  | 2               | 0              | 6               | 62            | 174            | 1             | 2                 | 0             | 0,8 %         | 0,0 %        | 2,4 %         | 25,1 %      | 70,4 %       | 0,4 %       | 0,8 %           |
| 1890  | 0               | 6              | 4               | 69            | 200            | 0             | 5                 | 0             | 0,0 %         | 2,1 %        | 1,4 %         | 24,3 %      | 70,4 %       | 0,0 %       | 1,8 %           |
| 1900  | 3               | 0              | 1               | 109           | 158            | 3             | 4                 | 12            | 1,1 %         | 0,0 %        | 0,4 %         | 39,2 %      | 56,8 %       | 1,1 %       | 1,4 %           |
| 1910  | 0               | 0              | 51              | 81            | 141            | 0             | 7                 | 25            | 0,0 %         | 0,0 %        | 18,2 %        | 28,9 %      | 50,4 %       | 0,0 %       | 2,5 %           |
| 1920  | 4               | 0              | 26              | 119           | 149            | 0             | 7                 | 10            | 1,3 %         | 0,0 %        | 8,5 %         | 39,0 %      | 48,9 %       | 0,0 %       | 2,3 %           |
| 1930  | 0               | 0              | 31              | 144           | 111            | 1             | 2                 | 16            | 0,0 %         | 0,0 %        | 10,7 %        | 49,8 %      | 38,4 %       | 0,3 %       | 0,7 %           |
| 1947  | 0               | 0              | 174             | 34            | 11             | 0             | 4                 | 6             | 0,0 %         | 0,0 %        | 78,0 %        | 15,2 %      | 4,9 %        | 0,0 %       | 1,8 %           |

Langue exclusivement ou le plus fréquemment parlée
| Année | NL Nombre | FR Nombre | D Nombre | NL Part | FR Part | D Part |
| ----- | --------- | --------- | -------- | ------- | ------- | ------ |
| 1910  | 0         | 58        | 222      | 0,0 %   | 20,7 %  | 79,3 % |
| 1920  | 5         | 38        | 262      | 1,6 %   | 12,5 %  | 85,9 % |
| 1930  | 0         | 38        | 251      | 0,0 %   | 13,1 %  | 86,9 % |
| 1947  | 0         | 205       | 15       | 0,0 %   | 93,2 %  | 6,8 %  |

### Habergy
Langues connues
| Année | uniq. NL Nombre | NL & FR Nombre | uniq. FR Nombre | FR & D Nombre | uniq. D Nombre | D & NL Nombre | NL & F & D Nombre | Aucune Nombre | uniq. NL Part | NL & FR Part | uniq. FR Part | FR & D Part | uniq. D Part | D & NL Part | NL& FR & D Part |
| ----- | --------------- | -------------- | --------------- | ------------- | -------------- | ------------- | ----------------- | ------------- | ------------- | ------------ | ------------- | ----------- | ------------ | ----------- | --------------- |
| 1846  | 0               |                | 5               |               | 732            |               |                   |               | 0,0 %         |              | 0,7 %         |             | 99,3 %       |             |                 |
| 1866  | 0               | 0              | 0               | 140           | 644            | 0             | 0                 | 0             | 0,0 %         | 0,0 %        | 0,0 %         | 17,9 %      | 82,1 %       | 0,0 %       | 0,0 %           |
| 1880  | 0               | 0              | 2               | 125           | 643            | 0             | 0                 | 0             | 0,0 %         | 0,0 %        | 0,3 %         | 16,2 %      | 83,5 %       | 0,0 %       | 0,0 %           |
| 1890  | 0               | 0              | 0               | 226           | 547            | 0             | 0                 | 0             | 0,0 %         | 0,0 %        | 0,0 %         | 29,2 %      | 70,8 %       | 0,0 %       | 0,0 %           |
| 1900  | 0               | 0              | 8               | 317           | 308            | 0             | 0                 | 25            | 0,0 %         | 0,0 %        | 1,3 %         | 50,1 %      | 48,7 %       | 0,0 %       | 0,0 %           |
| 1910  | 0               | 0              | 1               | 352           | 264            | 0             | 2                 | 30            | 0,0 %         | 0,0 %        | 0,2 %         | 56,9 %      | 42,6 %       | 0,0 %       | 0,3 %           |
| 1920  | 0               | 0              | 4               | 356           | 213            | 0             | 0                 | 15            | 0,0 %         | 0,0 %        | 0,7 %         | 62,1 %      | 37,2 %       | 0,0 %       | 0,0 %           |
| 1930  | 0               | 2              | 13              | 353           | 206            | 0             | 1                 | 24            | 0,0 %         | 0,3 %        | 2,3 %         | 61,4 %      | 35,8 %       | 0,0 %       | 0,2 %           |
| 1947  | 0               | 1              | 90              | 342           | 49             | 0             | 10                | 12            | 0,0 %         | 0,2 %        | 18,3 %        | 69,5 %      | 10,0 %       | 0,0 %       | 2,0 %           |

Langue exclusivement ou le plus fréquemment parlée
| Année | NL Nombre | FR Nombre | D Nombre | NL Part | FR Part | D Part |
| ----- | --------- | --------- | -------- | ------- | ------- | ------ |
| 1910  | 0         | 4         | 615      | 0,0 %   | 0,6 %   | 99,4 % |
| 1920  | 0         | 9         | 564      | 0,0 %   | 1,6 %   | 98,4 % |
| 1930  | 2         | 21        | 552      | 0,3 %   | 3,7 %   | 96,0 % |
| 1947  | 0         | 204       | 257      | 0,0 %   | 44,3 %  | 55,7 % |

### Hachy
Langues connues
| Année | uniq. NL Nombre | NL & FR Nombre | uniq. FR Nombre | FR & D Nombre | uniq. D Nombre | D & NL Nombre | NL & F & D Nombre | Aucune Nombre | uniq. NL Part | NL & FR Part | uniq. FR Part | FR & D Part | uniq. D Part | D & NL Part | NL& FR & D Part |
| ----- | --------------- | -------------- | --------------- | ------------- | -------------- | ------------- | ----------------- | ------------- | ------------- | ------------ | ------------- | ----------- | ------------ | ----------- | --------------- |
| 1846  | 0               |                | 29              |               | 1 795          |               |                   |               | 0,0 %         |              | 1,6 %         |             | 98,4 %       |             |                 |
| 1866  | 0               | 2              | 35              | 365           | 1 253          | 7             | 1                 | 0             | 0,0 %         | 0,1 %        | 2,1 %         | 21,9 %      | 75,3 %       | 0,4 %       | 0,1 %           |
| 1880  | 0               | 0              | 12              | 757           | 974            | 0             | 0                 | 0             | 0,0 %         | 0,0 %        | 0,7 %         | 43,4 %      | 55,9 %       | 0,0 %       | 0,0 %           |
| 1890  | 0               | 0              | 39              | 640           | 1 204          | 0             | 0                 | 0             | 0,0 %         | 0,0 %        | 2,1 %         | 34,0 %      | 63,9 %       | 0,0 %       | 0,0 %           |
| 1900  | 0               | 0              | 62              | 1 027         | 605            | 0             | 5                 | 125           | 0,0 %         | 0,0 %        | 3,6 %         | 60,4 %      | 35,6 %       | 0,0 %       | 0,3 %           |
| 1910  | 0               | 0              | 95              | 894           | 770            | 0             | 5                 | 107           | 0,0 %         | 0,0 %        | 5,4 %         | 50,7 %      | 43,7 %       | 0,0 %       | 0,3 %           |
| 1920  | 0               | 0              | 68              | 1 043         | 514            | 0             | 4                 | 75            | 0,0 %         | 0,0 %        | 4,2 %         | 64,0 %      | 31,6 %       | 0,0 %       | 0,2 %           |
| 1930  | 0               | 1              | 117             | 1 096         | 352            | 0             | 3                 | 76            | 0,0 %         | 0,1 %        | 7,5 %         | 69,9 %      | 22,4 %       | 0,0 %       | 0,2 %           |
| 1947  | 1               | 7              | 1 144           | 314           | 17             | 0             | 19                | 56            | 0,1 %         | 0,5 %        | 76,7 %        | 21,0 %      | 0,5 %        | 0,0 %       | 1,3 %           |

Langue exclusivement ou le plus fréquemment parlée
| Année | NL Nombre | FR Nombre | D Nombre | NL Part | FR Part | D Part |
| ----- | --------- | --------- | -------- | ------- | ------- | ------ |
| 1910  | 0         | 102       | 1 662    | 0,0 %   | 5,8 %   | 94,2 % |
| 1920  | 0         | 87        | 1 542    | 0,0 %   | 5,3 %   | 94,7 % |
| 1930  | 1         | 150       | 1 418    | 0,1 %   | 9,6 %   | 90,4 % |
| 1947  | 3         | 1 468     | 16       | 0,2 %   | 98,7 %  | 1,1 %  |

### Halanzy
Uniquement les villages de Aix-sur-Cloie (Esch-auf-der-Hurt) et Battincourt (Bettenhofen) font partie de l'Arelerland. Les résultats concernent toute la commune de Halanzy avant la fusion de 1977.
Langues connues
| Année | uniq. NL Nombre | NL & FR Nombre | uniq. FR Nombre | FR & D Nombre | uniq. D Nombre | D & NL Nombre | NL & F & D Nombre | Aucune Nombre | uniq. NL Part | NL & FR Part | uniq. FR Part | FR & D Part | uniq. D Part | D & NL Part | NL& FR & D Part |
| ----- | --------------- | -------------- | --------------- | ------------- | -------------- | ------------- | ----------------- | ------------- | ------------- | ------------ | ------------- | ----------- | ------------ | ----------- | --------------- |
| 1846  | 0               |                | 755             |               | 795            |               |                   |               | 0,0 %         |              | 48,7 %        |             | 51,3 %       |             |                 |
| 1866  | 0               | 0              | 798             | 35            | 822            | 0             | 0                 | 0             | 0,0 %         | 0,0 %        | 48,2 %        | 2,1 %       | 49,7 %       | 0,0 %       | 0,0 %           |
| 1880  | 0               | 0              | 714             | 425           | 461            | 0             | 0                 | 0             | 0,0 %         | 0,0 %        | 44,6 %        | 26,6 %      | 28,8 %       | 0,0 %       | 0,0 %           |
| 1890  | 0               | 11             | 927             | 653           | 316            | 4             | 1                 | 0             | 0,0 %         | 0,6 %        | 48,5 %        | 34,2 %      | 16,5 %       | 0,2 %       | 0,1 %           |
| 1900  | 0               | 8              | 1 128           | 782           | 204            | 0             | 0                 | 100           | 0,0 %         | 0,4 %        | 53,2 %        | 36,9 %      | 9,6 %        | 0,0 %       | 0,0 %           |
| 1910  | 0               | 7              | 1 196           | 551           | 384            | 0             | 2                 | 122           | 0,0 %         | 0,3 %        | 55,1 %        | 25,4 %      | 17,7 %       | 0,0 %       | 0,1 %           |
| 1920  | 0               | 11             | 1 409           | 805           | 110            | 0             | 1                 | 91            | 0,0 %         | 0,5 %        | 60,3 %        | 34,5 %      | 4,7 %        | 0,0 %       | 0,0 %           |
| 1930  | 0               | 10             | 1 687           | 714           | 109            | 0             | 1                 | 117           | 0,0 %         | 0,4 %        | 66,9 %        | 28,3 %      | 4,3 %        | 0,0 %       | 0,0 %           |
| 1947  | 0               | 16             | 2 152           | 431           | 10             | 1             | 20                | 113           | 0,0 %         | 0,6 %        | 81,8 %        | 16,4 %      | 0,4 %        | 0,0 %       | 0,8 %           |

Langue exclusivement ou le plus fréquemment parlée
| Année | NL Nombre | FR Nombre | D Nombre | NL Part | FR Part | D Part |
| ----- | --------- | --------- | -------- | ------- | ------- | ------ |
| 1910  | 0         | 1 306     | 864      | 0,0 %   | 60,2 %  | 39,8 % |
| 1920  | 0         | 1 655     | 681      | 0,0 %   | 70,8 %  | 29,2 % |
| 1930  | 0         | 1 841     | 680      | 0,0 %   | 73,0 %  | 27,0 % |
| 1947  | 4         | 2 540     | 66       | 0,2 %   | 97,3 %  | 2,5 %  |

### Heinsch
Langues connues
| Année | uniq. NL Nombre | NL & FR Nombre | uniq. FR Nombre | FR & D Nombre | uniq. D Nombre | D & NL Nombre | NL & F & D Nombre | Aucune Nombre | uniq. NL Part | NL & FR Part | uniq. FR Part | FR & D Part | uniq. D Part | D & NL Part | NL& FR & D Part |
| ----- | --------------- | -------------- | --------------- | ------------- | -------------- | ------------- | ----------------- | ------------- | ------------- | ------------ | ------------- | ----------- | ------------ | ----------- | --------------- |
| 1846  | 0               |                | 40              |               | 1 637          |               |                   |               | 0,0 %         |              | 2,4 %         |             | 97,6 %       |             |                 |
| 1866  | 0               | 0              | 15              | 375           | 1 171          | 1             | 8                 | 0             | 0,0 %         | 0,0 %        | 1,0 %         | 23,9 %      | 74,6 %       | 0,1 %       | 0,5 %           |
| 1880  | 1               | 0              | 16              | 231           | 1 237          | 0             | 2                 | 15            | 0,1 %         | 0,0 %        | 1,1 %         | 15,5 %      | 83,2 %       | 0,0 %       | 0,1 %           |
| 1890  | 0               | 1              | 31              | 466           | 1 166          | 0             | 3                 | 0             | 0,0 %         | 0,1 %        | 1,9 %         | 28,0 %      | 69,9 %       | 0,0 %       | 0,2 %           |
| 1900  | 0               | 0              | 48              | 919           | 803            | 0             | 0                 | 98            | 0,0 %         | 0,0 %        | 2,7 %         | 51,9 %      | 45,4 %       | 0,0 %       | 0,0 %           |
| 1910  | 0               | 2              | 87              | 854           | 989            | 0             | 4                 | 117           | 0,0 %         | 0,1 %        | 4,5 %         | 44,1 %      | 51,1 %       | 0,0 %       | 0,2 %           |
| 1920  | 0               | 1              | 79              | 1 299         | 525            | 0             | 5                 | 52            | 0,0 %         | 0,1 %        | 4,1 %         | 68,0 %      | 27,5 %       | 0,0 %       | 0,3 %           |
| 1930  | 1               | 14             | 298             | 1 537         | 107            | 0             | 9                 | 88            | 0,1 %         | 0,7 %        | 15,2 %        | 78,2 %      | 5,4 %        | 0,0 %       | 0,5 %           |
| 1947  | 0               | 19             | 906             | 963           | 39             | 0             | 84                | 53            | 0,0 %         | 0,9 %        | 45,1 %        | 47,9 %      | 1,9 %        | 0,0 %       | 4,2 %           |

Langue exclusivement ou le plus fréquemment parlée
| Année | NL Nombre | FR Nombre | D Nombre | NL Part | FR Part | D Part |
| ----- | --------- | --------- | -------- | ------- | ------- | ------ |
| 1910  | 0         | 101       | 1 835    | 0,0 %   | 5,2 %   | 94,8 % |
| 1920  | 0         | 109       | 1 600    | 0,0 %   | 5,7 %   | 94,3 % |
| 1930  | 5         | 1 742     | 219      | 0,3 %   | 88,6 %  | 11,1 % |
| 1947  | 2         | 1 695     | 241      | 0,1 %   | 87,5 %  | 12,4 % |

### Hondelange
Langues connues
| Année | uniq. NL Nombre | NL & FR Nombre | uniq. FR Nombre | FR & D Nombre | uniq. D Nombre | D & NL Nombre | NL & F & D Nombre | Aucune Nombre | uniq. NL Part | NL & FR Part | uniq. FR Part | FR & D Part | uniq. D Part | D & NL Part | NL& FR & D Part |
| ----- | --------------- | -------------- | --------------- | ------------- | -------------- | ------------- | ----------------- | ------------- | ------------- | ------------ | ------------- | ----------- | ------------ | ----------- | --------------- |
| 1846  | 0               |                | 4               |               | 1 213          |               |                   |               | 0,0 %         |              | 0,3 %         |             | 99,7 %       |             |                 |
| 1866  | 0               | 2              | 19              | 148           | 1 147          | 1             | 2                 | 0             | 0,0 %         | 0,2 %        | 1,4 %         | 11,2 %      | 87,0 %       | 0,1 %       | 0,2 %           |
| 1880  | 5               | 6              | 9               | 715           | 626            | 0             | 3                 | 7             | 0,4 %         | 0,4 %        | 0,7 %         | 52,4 %      | 45,9 %       | 0,0 %       | 0,2 %           |
| 1890  | 0               | 1              | 15              | 592           | 770            | 0             | 10                | 0             | 0,0 %         | 0,1 %        | 1,1 %         | 42,7 %      | 55,5 %       | 0,0 %       | 0,7 %           |
| 1900  | 0               | 0              | 17              | 722           | 581            | 0             | 11                | 65            | 0,0 %         | 0,0 %        | 1,3 %         | 54,2 %      | 43,7 %       | 0,0 %       | 0,8 %           |
| 1910  | 0               | 0              | 21              | 646           | 758            | 0             | 3                 | 84            | 0,0 %         | 0,0 %        | 1,5 %         | 45,2 %      | 53,1 %       | 0,0 %       | 0,2 %           |
| 1920  | 0               | 2              | 35              | 766           | 628            | 0             | 7                 | 28            | 0,0 %         | 0,1 %        | 2,4 %         | 53,3 %      | 43,7 %       | 0,0 %       | 0,5 %           |
| 1930  | 0               | 0              | 25              | 337           | 194            | 0             | 1                 | 19            | 0,0 %         | 0,0 %        | 4,5 %         | 60,5 %      | 34,8 %       | 0,0 %       | 0,2 %           |
| 1947  | 0               | 2              | 185             | 287           | 51             | 1             | 15                | 30            | 0,0 %         | 0,4 %        | 34,2 %        | 53,0 %      | 9,4 %        | 0,2 %       | 2,8 %           |

Langue exclusivement ou le plus fréquemment parlée
| Année | NL Nombre | FR Nombre | D Nombre | NL Part | FR Part | D Part |
| ----- | --------- | --------- | -------- | ------- | ------- | ------ |
| 1910  | 0         | 30        | 1 398    | 0,0 %   | 2,1 %   | 97,9 % |
| 1920  | 0         | 73        | 1 365    | 0,0 %   | 5,1 %   | 94,9 % |
| 1930  | 0         | 28        | 529      | 0,0 %   | 5,0 %   | 95,0 % |
| 1947  | 0         | 398       | 120      | 0,0 %   | 76,8 %  | 23,2 % |

### Martelange
Langues connues
| Année | uniq. NL Nombre | NL & FR Nombre | uniq. FR Nombre | FR & D Nombre | uniq. D Nombre | D & NL Nombre | NL & F & D Nombre | Aucune Nombre | uniq. NL Part | NL & FR Part | uniq. FR Part | FR & D Part | uniq. D Part | D & NL Part | NL& FR & D Part |
| ----- | --------------- | -------------- | --------------- | ------------- | -------------- | ------------- | ----------------- | ------------- | ------------- | ------------ | ------------- | ----------- | ------------ | ----------- | --------------- |
| 1846  | 0               |                | 42              |               | 1.074          |               |                   |               | 0,0 %         |              | 3,8 %         |             | 96,2 %       |             |                 |
| 1866  | 0               | 8              | 45              | 568           | 740            | 0             | 0                 | 0             | 0,0 %         | 0,6 %        | 3,3 %         | 41,7 %      | 54,4 %       | 0,0 %       | 0,0 %           |
| 1880  | 4               | 3              | 81              | 132           | 948            | 0             | 0                 | 0             | 0,3 %         | 0,3 %        | 6,9 %         | 11,3 %      | 81,2 %       | 0,0 %       | 0,0 %           |
| 1890  | 1               | 3              | 103             | 394           | 803            | 0             | 4                 | 0             | 0,1 %         | 0,2 %        | 7,9 %         | 30,1 %      | 61,4 %       | 0,0 %       | 0,3 %           |
| 1900  | 2               | 6              | 105             | 605           | 793            | 4             | 2                 | 121           | 0,1 %         | 0,4 %        | 6,9 %         | 39,9 %      | 52,3 %       | 0,3 %       | 0,1 %           |
| 1910  | 1               | 10             | 155             | 804           | 1 027          | 3             | 3                 | 144           | 0,0 %         | 0,5 %        | 7,7 %         | 40,1 %      | 51,3 %       | 0,1 %       | 0,1 %           |
| 1920  | 0               | 5              | 115             | 982           | 853            | 0             | 10                | 77            | 0,0 %         | 0,3 %        | 5,9 %         | 50,0 %      | 43,4 %       | 0,0 %       | 0,5 %           |
| 1930  | 0               | 4              | 96              | 691           | 934            | 0             | 3                 | 48            | 0,0 %         | 0,2 %        | 5,6 %         | 40,0 %      | 54,1 %       | 0,0 %       | 0,2 %           |
| 1947  | 1               | 13             | 1 197           | 133           | 22             | 0             | 13                | 225           | 0,1 %         | 0,9 %        | 86,8 %        | 9,6 %       | 1,6 %        | 0,0 %       | 0,9 %           |

Langue exclusivement ou le plus fréquemment parlée
| Année | NL Nombre | FR Nombre | D Nombre | NL Part | FR Part | D Part |
| ----- | --------- | --------- | -------- | ------- | ------- | ------ |
| 1910  | 15        | 185       | 1 803    | 0,7 %   | 9,2 %   | 90,0 % |
| 1920  | 0         | 226       | 1 739    | 0,0 %   | 11,5 %  | 88,5 % |
| 1930  | 2         | 178       | 1 548    | 0,1 %   | 10,3 %  | 89,6 % |
| 1947  | 1         | 1 353     | 25       | 0,1 %   | 98,1 %  | 1,8 %  |

### Messancy
Langues connues
| Année | uniq. NL Nombre | NL & FR Nombre | uniq. FR Nombre | FR & D Nombre | uniq. D Nombre | D & NL Nombre | NL & F & D Nombre | Aucune Nombre | uniq. NL Part | NL & FR Part | uniq. FR Part | FR & D Part | uniq. D Part | D & NL Part | NL& FR & D Part |
| ----- | --------------- | -------------- | --------------- | ------------- | -------------- | ------------- | ----------------- | ------------- | ------------- | ------------ | ------------- | ----------- | ------------ | ----------- | --------------- |
| 1846  | 0               |                | 62              |               | 2 092          |               |                   |               | 0,0 %         |              | 2,9 %         |             | 97,1 %       |             |                 |
| 1866  | 0               | 0              | 64              | 37            | 2 260          | 0             | 0                 | 0             | 0,0 %         | 0,0 %        | 2,7 %         | 1,6 %       | 95,7 %       | 0,0 %       | 0,0 %           |
| 1880  | 0               | 0              | 19              | 256           | 1 451          | 0             | 2                 | 0             | 0,0 %         | 0,0 %        | 1,1 %         | 14,8 %      | 84,0 %       | 0,0 %       | 0,1 %           |
| 1890  | 0               | 3              | 26              | 850           | 1 121          | 0             | 3                 | 0             | 0,0 %         | 0,1 %        | 1,3 %         | 42,4 %      | 56,0 %       | 0,0 %       | 0,1 %           |
| 1900  | 6               | 4              | 79              | 1 105         | 815            | 0             | 14                | 87            | 0,3 %         | 0,2 %        | 3,9 %         | 54,6 %      | 40,3 %       | 0,0 %       | 0,7 %           |
| 1910  | 1               | 2              | 173             | 1 625         | 538            | 0             | 7                 | 102           | 0,0 %         | 0,1 %        | 7,4 %         | 69,3 %      | 22,9 %       | 0,0 %       | 0,3 %           |
| 1920  | 0               | 3              | 195             | 1 705         | 463            | 0             | 2                 | 0             | 0,0 %         | 0,1 %        | 8,2 %         | 72,0 %      | 19,6 %       | 0,0 %       | 0,1 %           |
| 1930  | 12              | 4              | 237             | 1 030         | 974            | 0             | 13                | 115           | 0,5 %         | 0,2 %        | 10,4 %        | 45,4 %      | 42,9 %       | 0,0 %       | 0,6 %           |
| 1947  | 3               | 14             | 1 184           | 1 059         | 50             | 0             | 89                | 75            | 0,1 %         | 0,6 %        | 49,4 %        | 44,1 %      | 2,1 %        | 0,0 %       | 3,7 %           |

Langue exclusivement ou le plus fréquemment parlée
| Année | NL Nombre | FR Nombre | D Nombre | NL Part | FR Part | D Part |
| ----- | --------- | --------- | -------- | ------- | ------- | ------ |
| 1910  | 5         | 214       | 2 127    | 0,2 %   | 9,1 %   | 90,7 % |
| 1920  | 0         | 344       | 2 024    | 0,0 %   | 14,5 %  | 85,5 % |
| 1930  | 13        | 296       | 1 961    | 0,6 %   | 13,0 %  | 86,4 % |
| 1947  | 27        | 2 135     | 220      | 1,1 %   | 89,6 %  | 9,2 %  |

### Nobressart
Langues connues
| Année | uniq. NL Nombre | NL & FR Nombre | uniq. FR Nombre | FR & D Nombre | uniq. D Nombre | D & NL Nombre | NL & F & D Nombre | Aucune Nombre | uniq. NL Part | NL & FR Part | uniq. FR Part | FR & D Part | uniq. D Part | D & NL Part | NL& FR & D Part |
| ----- | --------------- | -------------- | --------------- | ------------- | -------------- | ------------- | ----------------- | ------------- | ------------- | ------------ | ------------- | ----------- | ------------ | ----------- | --------------- |
| 1846  | 0               |                | 17              |               | 1 357          |               |                   |               | 0,0 %         |              | 1,2 %         |             | 98,8 %       |             |                 |
| 1866  | 0               | 0              | 11              | 121           | 1 289          | 0             | 0                 | 0             | 0,0 %         | 0,0 %        | 0,8 %         | 8,5 %       | 90,7 %       | 0,0 %       | 0,0 %           |
| 1880  | 1               | 0              | 5               | 60            | 1 306          | 0             | 0                 | 2             | 0,1 %         | 0,0 %        | 0,4 %         | 4,4 %       | 95,2 %       | 0,0 %       | 0,0 %           |
| 1890  | 1               | 0              | 6               | 170           | 1 340          | 0             | 1                 | 0             | 0,1 %         | 0,0 %        | 0,4 %         | 11,2 %      | 88,3 %       | 0,0 %       | 0,1 %           |
| 1900  | 0               | 0              | 0               | 914           | 541            | 1             | 1                 | 65            | 0,0 %         | 0,0 %        | 0,0 %         | 62,7 %      | 37,1 %       | 0,1 %       | 0,1 %           |
| 1910  | 0               | 0              | 10              | 893           | 479            | 0             | 0                 | 150           | 0,0 %         | 0,0 %        | 0,7 %         | 64,6 %      | 34,7 %       | 0,0 %       | 0,0 %           |
| 1920  | 0               | 2              | 2               | 1 069         | 172            | 0             | 0                 | 22            | 0,0 %         | 0,2 %        | 0,2 %         | 85,9 %      | 13,8 %       | 0,0 %       | 0,0 %           |
| 1930  | 0               | 0              | 33              | 732           | 193            | 0             | 5                 | 39            | 0,0 %         | 0,0 %        | 3,4 %         | 76,0 %      | 20,0 %       | 0,0 %       | 0,5 %           |
| 1947  | 0               | 6              | 451             | 334           | 29             | 0             | 21                | 24            | 0,0 %         | 0,7 %        | 53,6 %        | 39,7 %      | 3,4 %        | 0,0 %       | 2,5 %           |

Langue exclusivement ou le plus fréquemment parlée
| Année | NL Nombre | FR Nombre | D Nombre | NL Part | FR Part | D Part |
| ----- | --------- | --------- | -------- | ------- | ------- | ------ |
| 1910  | 0         | 10        | 1 327    | 0,0 %   | 0,7 %   | 99,3 % |
| 1920  | 2         | 25        | 1 218    | 0,0 %   | 2,0 %   | 97,8 % |
| 1930  | 0         | 39        | 924      | 0,0 %   | 4,0 %   | 96,0 % |
| 1947  | 0         | 795       | 42       | 0,0 %   | 95,0 %  | 5,0 %  |

### Nothomb
La commune de Nothomb ne fut créée qu'en 1923. Jusque-là elle faisait partie de la commune d'Attert, et de ce fait il n'y a pas de résultats pour les recensements antérieurs à cette date.
Langues connues
| Année | uniq. NL Nombre | NL & FR Nombre | uniq. FR Nombre | FR & D Nombre | uniq. D Nombre | D & NL Nombre | NL & F & D Nombre | Aucune Nombre | uniq. NL Part | NL & FR Part | uniq. FR Part | FR & D Part | uniq. D Part | D & NL Part | NL& FR & D Part |
| ----- | --------------- | -------------- | --------------- | ------------- | -------------- | ------------- | ----------------- | ------------- | ------------- | ------------ | ------------- | ----------- | ------------ | ----------- | --------------- |
| 1846  |                 |                |                 |               |                |               |                   |               |               |              |               |             |              |             |                 |
| 1866  |                 |                |                 |               |                |               |                   |               |               |              |               |             |              |             |                 |
| 1880  |                 |                |                 |               |                |               |                   |               |               |              |               |             |              |             |                 |
| 1890  |                 |                |                 |               |                |               |                   |               |               |              |               |             |              |             |                 |
| 1900  |                 |                |                 |               |                |               |                   |               |               |              |               |             |              |             |                 |
| 1910  |                 |                |                 |               |                |               |                   |               |               |              |               |             |              |             |                 |
| 1920  |                 |                |                 |               |                |               |                   |               |               |              |               |             |              |             |                 |
| 1930  | 0               | 0              | 2               | 389           | 51             | 1             | 3                 | 12            | 0,0 %         | 0,0 %        | 0,4 %         | 87,2 %      | 11,4 %       | 0,2 %       | 0,7 %           |
| 1947  | 0               | 0              | 96              | 238           | 46             | 0             | 8                 | 28            | 0,0 %         | 0,0 %        | 24,7 %        | 61,3 %      | 11,9 %       | 0,0 %       | 2,1 %           |

Langue exclusivement ou le plus fréquemment parlée
| Année | NL Nombre | FR Nombre | D Nombre | NL Part | FR Part | D Part |
| ----- | --------- | --------- | -------- | ------- | ------- | ------ |
| 1910  |           |           |          |         |         |        |
| 1920  |           |           |          |         |         |        |
| 1930  | 0         | 5         | 429      | 0,0 %   | 1,2 %   | 98,8 % |
| 1947  | 0         | 245       | 137      | 0,0 %   | 64,1 %  | 35,9 % |

### Rachecourt
Langues connues
| Année | uniq. NL Nombre | NL & FR Nombre | uniq. FR Nombre | FR & D Nombre | uniq. D Nombre | D & NL Nombre | NL & F & D Nombre | Aucune Nombre | uniq. NL Part | NL & FR Part | uniq. FR Part | FR & D Part | uniq. D Part | D & NL Part | NL& FR & D Part |
| ----- | --------------- | -------------- | --------------- | ------------- | -------------- | ------------- | ----------------- | ------------- | ------------- | ------------ | ------------- | ----------- | ------------ | ----------- | --------------- |
| 1846  |                 |                | 1 160           |               | 20             |               |                   |               | 0,0 %         |              | 98,3 %        |             | 1,7 %        |             |                 |
| 1866  | 0               | 0              | 690             | 14            | 0              | 0             | 0                 | 0             | 0,0 %         | 0,0 %        | 98,0 %        | 2,0 %       | 0,0 %        | 0,0 %       | 0,0 %           |
| 1880  | 0               | 0              | 670             | 0             | 0              | 0             | 0                 | 0             | 0,0 %         | 0,0 %        | 100,0 %       | 0,0 %       | 0,0 %        | 0,0 %       | 0,0 %           |
| 1890  | 0               | 0              | 688             | 30            | 0              | 0             | 0                 | 0             | 0,0 %         | 0,0 %        | 95,8 %        | 4,2 %       | 0,0 %        | 0,0 %       | 0,0 %           |
| 1900  | 0               | 20             | 673             | 0             | 0              | 0             | 0                 | 33            | 0,0 %         | 2,9 %        | 97,1 %        | 0,0 %       | 0,0 %        | 0,0 %       | 0,0 %           |
| 1910  | 0               | 0              | 656             | 0             | 0              | 0             | 25                | 35            | 0,0 %         | 0,0 %        | 96,3 %        | 0,0 %       | 0,0 %        | 0,0 %       | 3,7 %           |
| 1920  | 0               | 0              | 702             | 20            | 0              | 0             | 0                 | 1             | 0,0 %         | 97,2 %       | 2,8 %         | 0,0 %       | 0,0 %        | 0,0 %       | 0,0 %           |
| 1930  | 0               | 0              | 679             | 18            | 0              | 0             | 0                 | 17            | 0,0 %         | 0,0 %        | 97,4 %        | 2,6 %       | 0,0 %        | 0,0 %       | 0,0 %           |
| 1947  | 0               | 4              | 549             | 33            | 0              | 0             | 4                 | 16            | 0,0 %         | 0,7 %        | 93,1 %        | 5,6 %       | 0,0 %        | 0,0 %       | 0,7 %           |

Langue exclusivement ou le plus fréquemment parlée
| Année | NL Nombre | FR Nombre | D Nombre | NL Part | FR Part | D Part |
| ----- | --------- | --------- | -------- | ------- | ------- | ------ |
| 1910  | 0         | 681       | 0        | 0,0 %   | 100,0 % | 0,0 %  |
| 1920  | 0         | 721       | 1        | 0,0 %   | 99,1 %  | 0,1 %  |
| 1930  | 0         | 697       | 0        | 0,0 %   | 100,0 % | 0,0 %  |
| 1947  | 0         | 590       | 0        | 0,0 %   | 100,0 % | 0,0 %  |

### Sélange
Langues connues
| Année | uniq. NL Nombre | NL & FR Nombre | uniq. FR Nombre | FR & D Nombre | uniq. D Nombre | D & NL Nombre | NL & F & D Nombre | Aucune Nombre | uniq. NL Part | NL & FR Part | uniq. FR Part | FR & D Part | uniq. D Part | D & NL Part | NL& FR & D Part |
| ----- | --------------- | -------------- | --------------- | ------------- | -------------- | ------------- | ----------------- | ------------- | ------------- | ------------ | ------------- | ----------- | ------------ | ----------- | --------------- |
| 1846  |                 |                |                 |               |                |               |                   |               |               |              |               |             |              |             |                 |
| 1866  |                 |                |                 |               |                |               |                   |               |               |              |               |             |              |             |                 |
| 1880  | 0               | 0              | 10              | 260           | 309            | 0             | 0                 | 0             | 0,0 %         | 0,0 %        | 1,7 %         | 44,9 %      | 53,4 %       | 0,0 %       | 0,0 %           |
| 1890  | 0               | 0              | 10              | 259           | 451            | 0             | 3                 | 0             | 0,0 %         | 0,0 %        | 1,4 %         | 35,8 %      | 62,4 %       | 0,0 %       | 0,4 %           |
| 1900  | 0               | 0              | 22              | 280           | 381            | 0             | 3                 | 26            | 0,0 %         | 0,0 %        | 3,2 %         | 40,8 %      | 55,5 %       | 0,0 %       | 0,4 %           |
| 1910  | 0               | 0              | 24              | 291           | 375            | 0             | 0                 | 32            | 0,0 %         | 0,0 %        | 3,5 %         | 42,2 %      | 54,3 %       | 0,0 %       | 0,0 %           |
| 1920  | 0               | 0              | 22              | 299           | 299            | 0             | 2                 | 8             | 0,0 %         | 0,0 %        | 3,5 %         | 48,1 %      | 48,1 %       | 0,0 %       | 0,3 %           |
| 1930  | 0               | 0              | 24              | 390           | 180            | 0             | 2                 | 26            | 0,0 %         | 0,0 %        | 4,0 %         | 65,4 %      | 30,2 %       | 0,0 %       | 0,3 %           |
| 1947  | 0               | 1              | 298             | 219           | 37             | 0             | 8                 | 51            | 0,0 %         | 0,2 %        | 52,9 %        | 38,9 %      | 6,6 %        | 0,0 %       | 1,4 %           |

Langue exclusivement ou le plus fréquemment parlée
| Année | NL Nombre | FR Nombre | D Nombre | NL Part | FR Part | D Part |
| ----- | --------- | --------- | -------- | ------- | ------- | ------ |
| 1910  | 0         | 24        | 666      | 0,0 %   | 3,5 %   | 96,5 % |
| 1920  | 0         | 32        | 590      | 0,0 %   | 5,1 %   | 94,9 % |
| 1930  | 0         | 47        | 549      | 0,0 %   | 7,9 %   | 92,1 % |
| 1947  | 0         | 446       | 87       | 0,0 %   | 83,7 %  | 16,3 % |

### Thiaumont
Langues connues
| Année | uniq. NL Nombre | NL & FR Nombre | uniq. FR Nombre | FR & D Nombre | uniq. D Nombre | D & NL Nombre | NL & F & D Nombre | Aucune Nombre | uniq. NL Part | NL & FR Part | uniq. FR Part | FR & D Part | uniq. D Part | D & NL Part | NL& FR & D Part |
| ----- | --------------- | -------------- | --------------- | ------------- | -------------- | ------------- | ----------------- | ------------- | ------------- | ------------ | ------------- | ----------- | ------------ | ----------- | --------------- |
| 1846  | 0               |                | 0               |               | 848            |               |                   |               | 0,0 %         |              | 0,0 %         |             | 100,0 %      |             |                 |
| 1866  | 0               | 0              | 1               | 251           | 665            | 0             | 3                 | 0             | 0,0 %         | 0,0 %        | 0,1 %         | 27,3 %      | 72,3 %       | 0,0 %       | 0,3 %           |
| 1880  | 0               | 0              | 0               | 66            | 716            | 0             | 3                 | 12            | 0,0 %         | 0,0 %        | 0,0 %         | 8,4 %       | 91,2 %       | 0,0 %       | 0,4 %           |
| 1890  | 0               | 0              | 0               | 184           | 610            | 0             | 0                 | 0             | 0,0 %         | 0,0 %        | 0,0 %         | 23,2 %      | 76,8 %       | 0,0 %       | 0,0 %           |
| 1900  | 0               | 0              | 0               | 288           | 459            | 0             | 1                 | 30            | 0,0 %         | 0,0 %        | 0,0 %         | 38,5 %      | 61,4 %       | 0,0 %       | 0,1 %           |
| 1910  | 0               | 0              | 2               | 251           | 512            | 0             | 9                 | 33            | 0,0 %         | 0,0 %        | 0,3 %         | 32,4 %      | 66,1 %       | 0,0 %       | 1,2 %           |
| 1920  | 0               | 0              | 2               | 626           | 65             | 0             | 5                 | 15            | 0,0 %         | 0,0 %        | 0,3 %         | 89,7 %      | 9,3 %        | 0,0 %       | 0,7 %           |
| 1930  | 0               | 0              | 24              | 458           | 134            | 0             | 5                 | 33            | 0,0 %         | 0,0 %        | 3,9 %         | 73,8 %      | 21,6 %       | 0,0 %       | 0,8 %           |
| 1947  | 0               | 0              | 153             | 350           | 23             | 0             | 27                | 23            | 0,0 %         | 0,0 %        | 27,7 %        | 63,3 %      | 4,2 %        | 0,0 %       | 4,9 %           |

Langue exclusivement ou le plus fréquemment parlée
| Année | NL Nombre | FR Nombre | D Nombre | NL Part | FR Part | D Part |
| ----- | --------- | --------- | -------- | ------- | ------- | ------ |
| 1910  | 0         | 2         | 772      | 0,0 %   | 0,3 %   | 99,7 % |
| 1920  | 0         | 19        | 679      | 0,0 %   | 2,7 %   | 97,3 % |
| 1930  | 0         | 27        | 594      | 0,0 %   | 4,3 %   | 95,7 % |
| 1947  | 1         | 411       | 126      | 0,2 %   | 76,4 %  | 23,4 % |

### Tintange
Langues connues
| Année | uniq. NL Nombre | NL & FR Nombre | uniq. FR Nombre | FR & D Nombre | uniq. D Nombre | D & NL Nombre | NL & F & D Nombre | Aucune Nombre | uniq. NL Part | NL & FR Part | uniq. FR Part | FR & D Part | uniq. D Part | D & NL Part | NL& FR & D Part |
| ----- | --------------- | -------------- | --------------- | ------------- | -------------- | ------------- | ----------------- | ------------- | ------------- | ------------ | ------------- | ----------- | ------------ | ----------- | --------------- |
| 1846  | 0               |                | 70              |               | 630            |               |                   |               | 0,0 %         |              | 10,0 %        |             | 90,0 %       |             |                 |
| 1866  | 0               | 0              | 35              | 124           | 490            | 0             | 0                 | 0             | 0,0 %         | 0,0 %        | 5,4 %         | 19,1 %      | 75,5 %       | 0,0 %       | 0,0 %           |
| 1880  | 0               | 0              | 50              | 260           | 296            | 0             | 0                 | 7             | 0,0 %         | 0,0 %        | 8,3 %         | 42,9 %      | 48,8 %       | 0,0 %       | 0,0 %           |
| 1890  | 0               | 0              | 70              | 349           | 215            | 0             | 5                 | 0             | 0,0 %         | 0,0 %        | 11,0 %        | 54,6 %      | 33,6 %       | 0,0 %       | 0,8 %           |
| 1900  | 0               | 1              | 51              | 351           | 181            | 0             | 3                 | 28            | 0,0 %         | 0,2 %        | 8,7 %         | 59,8 %      | 30,8 %       | 0,0 %       | 0,5 %           |
| 1910  | 0               | 0              | 99              | 345           | 184            | 0             | 0                 | 24            | 0,0 %         | 0,0 %        | 15,8 %        | 54,9 %      | 29,3 %       | 0,0 %       | 0,0 %           |
| 1920  | 0               | 2              | 77              | 340           | 131            | 0             | 0                 | 25            | 0,0 %         | 0,4 %        | 14,0 %        | 61,8 %      | 23,8 %       | 0,0 %       | 0,0 %           |
| 1930  | 0               | 0              | 82              | 315           | 64             | 0             | 1                 | 10            | 0,0 %         | 0,0 %        | 17,7 %        | 68,2 %      | 13,9 %       | 0,0 %       | 0,2 %           |
| 1947  | 0               | 2              | 140             | 215           | 16             | 0             | 6                 | 13            | 0,0 %         | 0,5 %        | 36,9 %        | 56,7 %      | 4,2 %        | 0,0 %       | 1,6 %           |

Langue exclusivement ou le plus fréquemment parlée
| Année | NL Nombre | FR Nombre | D Nombre | NL Part | FR Part | D Part |
| ----- | --------- | --------- | -------- | ------- | ------- | ------ |
| 1910  | 0         | 129       | 499      | 0,0 %   | 20,5 %  | 79,5 % |
| 1920  | 0         | 105       | 445      | 0,0 %   | 19,1 %  | 80,9 % |
| 1930  | 0         | 97        | 365      | 0,0 %   | 21,0 %  | 79,0 % |
| 1947  | 0         | 315       | 55       | 0,0 %   | 85,1 %  | 14,9 % |

### Toernich
Langues connues
| Année | uniq. NL Nombre | NL & FR Nombre | uniq. FR Nombre | FR & D Nombre | uniq. D Nombre | D & NL Nombre | NL & F & D Nombre | Aucune Nombre | uniq. NL Part | NL & FR Part | uniq. FR Part | FR & D Part | uniq. D Part | D & NL Part | NL& FR & D Part |
| ----- | --------------- | -------------- | --------------- | ------------- | -------------- | ------------- | ----------------- | ------------- | ------------- | ------------ | ------------- | ----------- | ------------ | ----------- | --------------- |
| 1846  | 2               |                | 13              |               | 987            |               |                   |               | 0,2 %         |              | 1,3 %         |             | 98,5 %       |             |                 |
| 1866  | 0               | 0              | 19              | 104           | 948            | 0             | 0                 | 0             | 0,0 %         | 0,0 %        | 1,8 %         | 9,7 %       | 88,5 %       | 0,0 %       | 0,0 %           |
| 1880  | 0               | 0              | 6               | 247           | 737            | 0             | 0                 | 0             | 0,0 %         | 0,0 %        | 0,6 %         | 24,9 %      | 74,4 %       | 0,0 %       | 0,0 %           |
| 1890  | 0               | 0              | 11              | 364           | 654            | 2             | 0                 | 0             | 0,0 %         | 0,0 %        | 1,1 %         | 35,3 %      | 63,4 %       | 0,2 %       | 0,0 %           |
| 1900  | 0               | 0              | 24              | 425           | 551            | 0             | 0                 | 50            | 0,0 %         | 0,0 %        | 2,4 %         | 42,5 %      | 52,6 %       | 0,0 %       | 0,3 %           |
| 1910  | 0               | 0              | 29              | 483           | 408            | 0             | 3                 | 49            | 0,0 %         | 0,0 %        | 3,1 %         | 52,3 %      | 44,2 %       | 0,0 %       | 0,3 %           |
| 1920  | 0               | 0              | 23              | 429           | 360            | 0             | 0                 | 30            | 0,0 %         | 0,0 %        | 2,8 %         | 52,8 %      | 44,3 %       | 0,0 %       | 0,0 %           |
| 1930  | 0               | 0              | 34              | 337           | 374            | 0             | 1                 | 39            | 0,0 %         | 0,0 %        | 4,6 %         | 45,2 %      | 50,1 %       | 0,0 %       | 0,1 %           |
| 1947  | 0               | 4              | 346             | 292           | 18             | 0             | 33                | 24            | 0,0 %         | 0,6 %        | 49,9 %        | 42,1 %      | 2,6 %        | 0,0 %       | 4,8 %           |

Langue exclusivement ou le plus fréquemment parlée
| Année | NL Nombre | FR Nombre | D Nombre | NL Part | FR Part | D Part |
| ----- | --------- | --------- | -------- | ------- | ------- | ------ |
| 1910  | 0         | 44        | 879      | 0,0 %   | 4,8 %   | 95,2 % |
| 1920  | 0         | 29        | 783      | 0,0 %   | 3,6 %   | 96,4 % |
| 1930  | 0         | 65        | 681      | 0,0 %   | 8,7 %   | 91,3 % |
| 1947  | 0         | 645       | 46       | 0,0 %   | 93,3 %  | 6,7 %  |

### Tontelange
Langues connues
| Année | uniq. NL Nombre | NL & FR Nombre | uniq. FR Nombre | FR & D Nombre | uniq. D Nombre | D & NL Nombre | NL & F & D Nombre | Aucune Nombre | uniq. NL Part | NL & FR Part | uniq. FR Part | FR & D Part | uniq. D Part | D & NL Part | NL& FR & D Part |
| ----- | --------------- | -------------- | --------------- | ------------- | -------------- | ------------- | ----------------- | ------------- | ------------- | ------------ | ------------- | ----------- | ------------ | ----------- | --------------- |
| 1846  |                 |                |                 |               |                |               |                   |               |               |              |               |             |              |             |                 |
| 1866  | 0               | 1              | 16              | 210           | 465            | 0             | 2                 | 0             | 0,0 %         | 0,1 %        | 2,3 %         | 30,3 %      | 67,0 %       | 0,0 %       | 0,3 %           |
| 1880  | 0               | 0              | 20              | 84            | 456            | 1             | 0                 | 0             | 0,0 %         | 0,0 %        | 3,6 %         | 15,0 %      | 81,3 %       | 0,2 %       | 0,0 %           |
| 1890  | 0               | 0              | 17              | 276           | 357            | 2             | 7                 | 0             | 0,0 %         | 0,0 %        | 2,6 %         | 41,9 %      | 54,2 %       | 0,3 %       | 1,1 %           |
| 1900  | 0               | 1              | 27              | 256           | 317            | 0             | 2                 | 20            | 0,0 %         | 0,2 %        | 4,5 %         | 42,5 %      | 52,6 %       | 0,0 %       | 0,3 %           |
| 1910  | 0               | 0              | 15              | 279           | 311            | 0             | 2                 | 23            | 0,0 %         | 0,0 %        | 2,5 %         | 46,0 %      | 51,2 %       | 0,0 %       | 0,3 %           |
| 1920  | 0               | 0              | 41              | 221           | 282            | 0             | 2                 | 26            | 0,0 %         | 0,0 %        | 7,5 %         | 40,5 %      | 51,6 %       | 0,0 %       | 0,4 %           |
| 1930  | 0               | 0              | 15              | 361           | 110            | 0             | 3                 | 34            | 0,0 %         | 0,0 %        | 3,1 %         | 73,8 %      | 22,5 %       | 0,0 %       | 0,6 %           |
| 1947  | 0               | 0              | 276             | 182           | 10             | 0             | 19                | 15            | 0,0 %         | 0,0 %        | 56,7 %        | 37,4 %      | 2,1 %        | 0,0 %       | 3,9 %           |

Langue exclusivement ou le plus fréquemment parlée
| Année | NL Nombre | FR Nombre | D Nombre | NL Part | FR Part | D Part |
| ----- | --------- | --------- | -------- | ------- | ------- | ------ |
| 1910  | 0         | 29        | 578      | 0,0 %   | 4,8 %   | 95,2 % |
| 1920  | 0         | 96        | 450      | 0,0 %   | 17,6 %  | 82,4 % |
| 1930  | 0         | 19        | 470      | 0,0 %   | 3,9 %   | 96,1 % |
| 1947  | 0         | 470       | 17       | 0,0 %   | 96,5 %  | 3,5 %  |

### Wolkrange
La commune de Wolkrange ne fut créée qu'en 1923. Jusque-là elle faisait partie de la commune de Hondelange, et de ce fait il n'y a pas de résultats pour les recensements antérieurs à cette date.
Langues connues
| Année | uniq. NL Nombre | NL & FR Nombre | uniq. FR Nombre | FR & D Nombre | uniq. D Nombre | D & NL Nombre | NL & F & D Nombre | Aucune Nombre | uniq. NL Part | NL & FR Part | uniq. FR Part | FR & D Part | uniq. D Part | D & NL Part | NL& FR & D Part |
| ----- | --------------- | -------------- | --------------- | ------------- | -------------- | ------------- | ----------------- | ------------- | ------------- | ------------ | ------------- | ----------- | ------------ | ----------- | --------------- |
| 1846  |                 |                |                 |               |                |               |                   |               |               |              |               |             |              |             |                 |
| 1866  |                 |                |                 |               |                |               |                   |               |               |              |               |             |              |             |                 |
| 1880  |                 |                |                 |               |                |               |                   |               |               |              |               |             |              |             |                 |
| 1890  |                 |                |                 |               |                |               |                   |               |               |              |               |             |              |             |                 |
| 1900  |                 |                |                 |               |                |               |                   |               |               |              |               |             |              |             |                 |
| 1910  |                 |                |                 |               |                |               |                   |               |               |              |               |             |              |             |                 |
| 1920  |                 |                |                 |               |                |               |                   |               |               |              |               |             |              |             |                 |
| 1930  | 0               | 2              | 44              | 490           | 247            | 2             | 0                 | 39            | 0,0 %         | 0,3 %        | 5,6 %         | 62,4 %      | 31,5 %       | 0,3 %       | 0,0 %           |
| 1947  | 0               | 3              | 169             | 432           | 80             | 0             | 5                 | 29            | 0,0 %         | 0,4 %        | 24,5 %        | 62,7 %      | 11,6 %       | 0,0 %       | 0,7 %           |

Langue exclusivement ou le plus fréquemment parlée
| Année | NL Nombre | FR Nombre | D Nombre | NL Part | FR Part | D Part |
| ----- | --------- | --------- | -------- | ------- | ------- | ------ |
| 1910  |           |           |          |         |         |        |
| 1920  |           |           |          |         |         |        |
| 1930  | 0         | 56        | 729      | 0,0 %   | 7,1 %   | 92,9 % |
| 1947  | 0         | 343       | 292      | 0,0 %   | 54,0 %  | 46,0 % |